# Dampferlicht

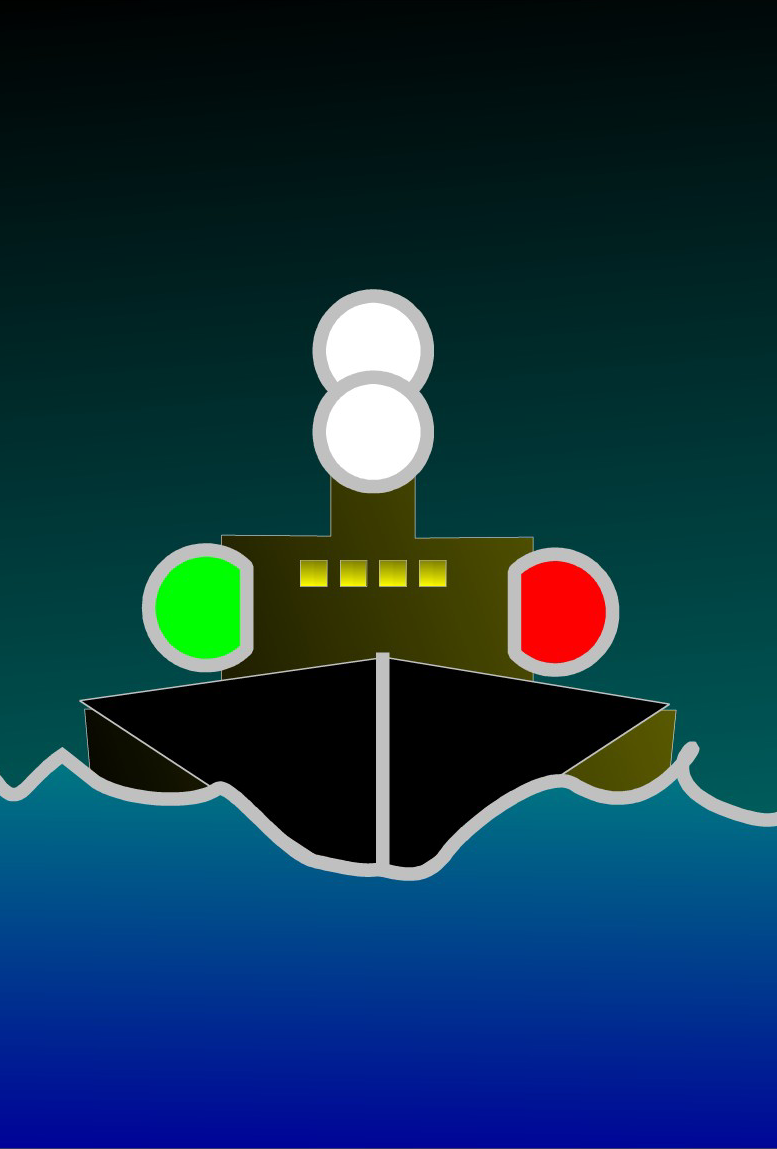
Maschinenfahrzeug in Fahrt

Mit Dampferlicht, historisch auch Dampferlaterne, wird in der Seeschifffahrt umgangssprachlich das vordere oder einzige Topplicht bezeichnet. Es wird von Maschinenfahrzeugen in Fahrt zusätzlich zu den Lichtern geführt, die auch Segelfahrzeuge bereits führen müssen (Seiten- und Hecklicht). Daher unterscheidet es zwischen mit Motorkraft fahrenden Wasserfahrzeugen und den auf vielen Wasserflächen bevorrechtigten Seglern. 
Das Dampferlicht ist weiß und umfasst einen nach vorne scheinenden Winkel von 225°, also von Backbord 22,5° achterlicher als querab über die Rechtvorausrichtung (Richtung des Bugs) bis Steuerbord 22,5° achterlicher als querab. Das ist derselbe Bereich, den die roten und grünen Seitenlichter zusammen abdecken.
Das Dampferlicht muss mittschiffs und wenigstens einen Meter höher als die Seitenlichter angebracht sein. Fahrzeuge über 50 m Länge benötigen auf Seeschifffahrtsstraßen ein zweites Topplicht, das aber normalerweise nicht als Dampferlicht bezeichnet wird.
Diese Bestimmungen werden von den Kollisionsverhütungsregeln vorgegeben. 

## Quelle
- Joachim Schult; Segler-Lexikon; Bielefeld 2008; Stichworte „Dampferlaterne“, „Dampferlicht“; ISBN 978-3-7688-1041-8